# Pirata seminolus
Pirata seminolus is een spinnensoort in de taxonomische indeling van de wolfspinnen (Lycosidae).
Het dier behoort tot het geslacht Pirata. De wetenschappelijke naam van de soort werd voor het eerst geldig gepubliceerd in 1935 door Willis J. Gertsch & Alfred Russel Wallace.